# Jürgen Oßenbrügge
Jürgen Oßenbrügge (* 15. Januar 1954 in Stade) ist Professor für Geographie am Institut für Geographie der Universität Hamburg.

## Leben
Jürgen Oßenbrügge legte sein Abitur 1972 am Athenaeum in Stade ab. Danach studierte er Geschichte, Volkswirtschaftslehre und Geographie in Freiburg, Göttingen und Hamburg, wo ihn Gerhard Sandner lehrte. Im Jahr 1983 erfolgte seine Promotion zum Thema Politische Geographie als räumliche Konfliktforschung. Es folgte eine Hochschulassistenz an der Universität Hamburg und eine Tätigkeit als Gastdozent an der University of Southampton. 1991 erfolgte die Habilitation zum Thema Umweltrisiko und Raumentwicklung. Wahrnehmung von Umweltgefahren und ihre Wirkung auf den regionalen Strukturwandel in Norddeutschland. Nach einigen Lehraufträgen an der Universität Basel und Universität Oldenburg nahm Oßenbrügge 1992 eine Professorenstelle für regionale Geographie an der TU Berlin an. Seit 1995 ist Jürgen Oßenbrügge Professor für Wirtschaftsgeographie an der Universität Hamburg. 2016 wurde er in die Akademie der Wissenschaften in Hamburg gewählt.

## Forschungsschwerpunkte
- Lateinamerika
- räumliche Konfliktforschung[2]
- regionale Innovationsforschung
- Wirtschaftsgeographie